# Пруднице
Пруднице су насељено место у саставу општине Брдовец у Загребачкој жупанији, Хрватска. До територијалне реорганизације у Хрватској налазиле су се у саставу старе загребачке приградске општине Запрешић.

## Становништво
На попису становништва 2011. године, Пруднице су имале 688 становника.

## Попис1991.
На попису становништва 1991. године, насељено место Пруднице је имало 526 становника, следећег националног састава:
| Попис 1991.‍  | Попис 1991.‍  | Попис 1991.‍ | Попис 1991.‍ | Попис 1991.‍ |
| ------------ | ------------ | ----------- | ----------- | ----------- |
|              |              |             |             |             |
| Хрвати       | Хрвати       |             | 489         | 92,96%      |
| Словенци     | Словенци     |             | 10          | 1,90%       |
| Срби         | Срби         |             | 7           | 1,33%       |
| Југословени  | Југословени  |             | 6           | 1,14%       |
| Мађари       | Мађари       |             | 1           | 0,19%       |
| Македонци    | Македонци    |             | 1           | 0,19%       |
| Муслимани    | Муслимани    |             | 1           | 0,19%       |
| Црногорци    | Црногорци    |             | 1           | 0,19%       |
| неопредељени | неопредељени |             | 9           | 1,71%       |
| непознато    | непознато    |             | 1           | 0,19%       |
| укупно: 526  |              |             |             |             |